# Lepthyphantes neocaledonicus
Lepthyphantes neocaledonicus este o specie de păianjeni din genul Lepthyphantes, familia Linyphiidae, descrisă de Lucien Berland în anul 1924.
Este endemică în New Caledonia. Conform Catalogue of Life specia Lepthyphantes neocaledonicus nu are subspecii cunoscute.